# Colleen McCullough
Colleen McCullough (Wellington, 1937. június 1. – Norfolk-sziget, 2015. január 29.) ausztrál írónő. 
Egyik leghíresebb regénye az 1977-ben kiadott Tövismadarak, magyarul 1990-ben jelent meg az Európa Kiadó gondozásában Göncz Árpád és Borbás Mária fordításában.

## Élete
1937-ben Wellingtonban született James és Laurie McCullough gyermekeként. Már gyerekként szenvedélyes olvasó volt. A családja Sydney-be költözött és a Holy Cross kollégiumba járt, ahol főleg a humán tárgyak iránt érdeklődött. A sydney-i egyetemen orvosi diplomát szerzett és a Royal North Shore kórházban dolgozott. 1963-ban négy évre az Egyesült Királyságba költözött. Az 1970-es évek végétől a Norfolk-szigeten élt, ahol 1983 áprilisában összeházasodott Ric Robinsonnal. McCollough a New York-i Tudományos Akadémia tagja volt.

## Művei
- Tim (1974)
- The Thorn Birds (Tövismadarak) (1977)
- An Indecent Obsession (Emésztő szenvedély) (1981)
- A Creed for the Third Millennium (1985)
- The Ladies of Missalonghi (Missalonghi hölgye) (1987)
- The Song of Troy (Trója éneke) (1998)
- The Courage and the Will: The Life of Roden Cutler VC (1999)
- Morgan's Run (Morgan szerencséje) (2000)
- The Touch (A gránitember) (2003)
- Angel Puss (2004)
- On, Off (2006)
- Queen of the Beast (2007)
- The Independence of Miss Mary Bennet (2008)
- Too Many Murders (2010)
- Bittersweet (2013)

### McCullough Róma-sorozata
1. Róma első embere, 1-2.; ford. Dániel Anna et al., ill. a szerző; Árkádia, Budapest, 1991
2. Fűkoszorú, 1-2.; ford. Szántó Judit; Európa, Budapest, 1993
3. Fortuna kegyeltjei, 1-2.; ford. Szántó Judit; Európa, Budapest, 1996
4. Caesar asszonyai, 1-2.; ford. Szántó Judit; Európa, Budapest, 1997
5. Caesar háborúi, 1-2.; ford. Szántó Judit; Európa, Budapest, 1998
6. Az októberi ló. Caesar és Kleopátra regénye, 1-2.; ford. Szántó Judit; Európa, Budapest, 2004
7. Antonius és Kleopátra; ford. Szántó Judit; Európa, Budapest, 2009

## Magyarul
- Tövismadarak; ford. Göncz Árpád, Borbás Mária; Universe, Englewood, 1984
- Aztán megjött Michael; ford. Békés András; Maecenas International, Budapest, 1990
- Róma első embere, 1-2.; ford. Dániel Anna et al., ill. a szerző; Árkádia, Budapest, 1991
- Missalonghi hölgyei; ford. Nagy Ágnes; Gabo, Budapest, 1992
- Tim; ford. Nagy Ágnes; Gabo, Budapest, 1992
- Fűkoszorú, 1-2.; ford. Szántó Judit; Európa, Budapest, 1993
- A szeretet zarándokai; ford. Német Anikó; Merényi, Budapest, 1995
- Fortuna kegyeltjei, 1-2.; ford. Szántó Judit; Európa, Budapest, 1996
- Caesar asszonyai, 1-2.; ford. Szántó Judit; Európa, Budapest, 1997
- Akár az Isten; ford. Német Anikó; Merényi, Budapest, 1997 (Bestseller sorozat)
- Caesar háborúi, 1-2.; ford. Szántó Judit; Európa, Budapest, 1998
- Trója éneke; ford. Szántó Judit; Európa, Budapest, 2000
- Morgan szerencséje; ford. Babits Péter; Európa, Budapest, 2001
- Emésztő szenvedély; ford. Sipos Katalin; Európa, Budapest, 2001
- Az októberi ló. Caesar és Kleopátra regénye, 1-2.; ford. Szántó Judit; Európa, Budapest, 2004
- A gránitember; ford. Palkó Katalin; Európa, Budapest, 2006
- Antonius és Kleopátra; ford. Szántó Judit; Európa, Budapest, 2009
- Hiányzó holttestek; ford. Palkó Katalin; Európa, Budapest, 2012
- Túl sok a gyilkosság. Carmine Delmonico nyomoz; ford. Nagy Nóra; Európa, Budapest, 2013
- Mezítelen valóság. Carmine Delmonico újra nyomoz; ford. Nagy Nóra; Európa, Budapest, 2014
- Keserédes; ford. Megyeri Andrea; Európa, Budapest, 2020